# Территориальное общественное самоуправление
Территориальное общественное самоуправление (ТОС) — территориальный орган общественного местного самоуправления. Одна из форм осуществления населением Российской Федерации своей власти путём непосредственного самоуправления для решения вопросов местного значения  на части территории муниципального образования, посредством взаимодействия с органами государственной власти и местного самоуправления, которая закреплена в статье 27 Федерального закона от 06.10.2003 № 131-ФЗ «Об общих принципах организации местного самоуправления в Российской Федерации». Является юридическим лицом в форме некоммерческой организации.
По требованию статьи 3 Постановления Правительства Российской Федерации от 26 декабря 2016 г. № 1491 «О порядке осуществления общественного жилищного контроля» и пункта 8 статьи 20 Жилищного кодекса РФ, ТОС является субъектом Общественного жилищного контроля осуществляет наблюдение, информирует жилищную инспекцию и иные муниципальные и государственные органы о выявленных нарушениях.

## Описание
3-я статья Конституции Российской Федерации закрепляет положение о том, что единственным источником власти в Российской Федерации является её многонациональный народ, который осуществляет свою власть непосредственно, а также через органы государственной власти и органы местного самоуправления.
В 1995 году впервые деятельность Территориальных органов местного самоуправления ТОС была закреплена в Федеральном законе от 28.08.1995 N 154-ФЗ.
В настоящее время деятельность Территориальных органов местного самоуправления ТОС закреплена в 27 статье Федерального закона от 06.10.2003 № 131-ФЗ «Об общих принципах организации местного самоуправления в Российской Федерации», а также Положениями местных советов депутатов. ТОС действует в форме некоммерческой организации НКО и обладает всеми правами и обязанностями в соответствии с Федеральным законом от 12.01.1996 № 7 «О некомерческих организациях».
По требованию статьи 3 Постановления Правительства Российской Федерации от 26 декабря 2016 г. N 1491 «О порядке осуществления общественного жилищного контроля» и пункта 8 статьи 20 Жилищного кодекса РФ, ТОС является субъектом Общественого жилищного контроля, в форме мониторинга. В порядке Федерального закона «Об основах общественного контроля в Российской Федерации» от 21.07.2014 N 212-ФЗ проводит общественный мониторинг территорий, информирует жилищную инспекцию, муниципальные и государственные органы о выявленных нарушениях.
Территориальное общественное самоуправление служит формой непосредственного осуществления власти. Органы (исполнительные  - совет ТОС) территориального общественного самоуправления не входят в систему органов местного самоуправления, но при этом являются органами, через которые осуществляется власть народа. Население части территории муниципального образования, в границах установленных ТОС, и органы территориального общественного самоуправления имеют собственные властные полномочия. Конституция РФ и законодательство предполагают наличие у территориального общественного самоуправления собственной налоговой базы и бюджетных прав.
Вместе с тем территориальное общественное самоуправление в силу его направленности на участие в реализации публичных интересов местного уровня может быть отнесено к формам общественной самодеятельности. Являясь самостоятельным уровнем публичной власти, признается одним из институтов местного самоуправления. По замыслу законодателя, на этом уровне не требуются инструменты публично властного воздействия и правотворческие полномочия, а достаточно механизмов самоорганизации населения. Определение оптимальных путей решения локальных проблем населения и добровольное исполнение жителями принимаемых на себя обязательств должны составлять основное содержание территориального общественного самоуправления.

## История

### Период СССР
В СССР функции общественного самоуправления до декабря 1991 года осуществляли общие собрание жителей села, сельские комитеты и сельские товарищеские суды в сельских населённых пунктах (сёлах не имевших советов народных депутатов, деревнях, посёлках не являвшихся рабочими посёлками и хуторах), общие собрания жителей улицы, уличные комитеты и уличные товарищеские суды в рамках улицы имеющих частные дома, общие собрания жильцов квартала, квартальные комитеты, квартальные товарищеские суды в рамках квартала имеющего частные дома, общие собрания жильцов дома, домовые комитеты, домовые товарищеские суды и домовые добровольные народные дружины в рамках нескольких многоквартирных государственных домов обслуживаемых одной Жилищно-эксплуатационной конторой (ЖЭК). Деятельность их носила массовый характер. К 1985 году в стране функционировало 652,7 тыс. уличных, квартальных, домовых, сельских и поселковых комитетов с числом участников 3 382 тыс. человек.. Кроме того в советский период существовало производственное общественное самоуправление в лице общих собраний трудовых коллективов, советов трудовых коллективов, группы народного контроля предприятий и учреждений, товарищеские суды предприятий и учреждений, добровольные народные дружины предприятий и учреждений. Законодательное признание ТОС, как части системы местного самоуправления, получило только с принятием Закона СССР от 09.04.1990 г. «Об общих началах местного самоуправления и местного хозяйства в СССР».

### ТОС в России
В 1988-90-е годы под влиянием демократического движения стали создаваться независимые Советы общественного самоуправления, чаще всего объединяющие микрорайонные структуры городов. Важную роль в их учреждении сыграли новообразованные Клубы избирателей. Первый ТОС был создан летом 1988 г. в районе «Братеево» г. Москвы. С этого года принято отсчитывать историю ТОС. Участники независимых ТОС занимались не только работой по благоустройству микрорайонов, но и активным гражданским просвещением и участием в выборах. Благодаря независимой позиции ТОС и организованным собраниям жителей на выборах 1990 г. в органы местного самоуправления Москвы, Нижнего Новгорода, Новосибирска и других городов удалось провести значительное число не коммунистических депутатов. Представители независимых ТОС принимали активное участие в подготовке и обсуждении ФЗ «О местном самоуправлении», принятого в 1991 г. В 1993 году, после роспуска районных народных советов, легитимность ТОС была утрачена, и ТОС фактически были также распущены.
28 августа 1995 года вступил в силу новый закон о создании Территориальных общественных самоуправлений (ТОС), но они уже не входили в состав ЖЭКов и не стали носить всеохватывающий и массовый характер, как в СССР.
В настоящее время ТОС осуществляется в рамках Федерального закона Российской Федерации от 6 октября 2003 г. № 131-ФЗ "Об общих принципах организации местного самоуправления в Российской Федерации". В статье 27 данного закона ТОС определяется как «самоорганизация граждан по месту их жительства на части территории муниципального образования (Территориальное общественное самоуправление может осуществляться в пределах следующих территорий проживания граждан: подъезд многоквартирного жилого дома; многоквартирный жилой дом; группа жилых домов; жилой микрорайон; сельский населенный пункт, не являющийся поселением; иные территории проживания граждан) для самостоятельного и под свою ответственность осуществления собственных инициатив в вопросах местного значения непосредственно населением или через создаваемые им органы территориального общественного самоуправления.
На пути развития ТОС, включения их в систему гражданской инициативы и управления гораздо раньше других регионов России продвинулась Омская область. Первым в России, зарегистрированным 27.05.1997 г. в качестве юридического лица стало Территориальное общественное самоуправление "Левобережный -12".
Современные исследования показывают: 39% респондентов считают, что территориальное общественное самоуправление – это самоорганизация граждан по месту их жительства, 19% граждан полагают, что это орган местного самоуправления, 10%, видят в нём собрание граждан по месту жительства, 9% ассоциируют это понятие с ТСЖ, домовыми комитетами, 4% полагают, что это некоммерческая организация. При всем этом  значительное количество граждан – 19% затрудняются определиться с организационно-правовой формой территориального общественного самоуправления.
Содержательную работу ТОС можно классифицировать по двум основаниям. Первое основание – это сфера жизнедеятельности: благоустройство, культура, спорт и т.д. Второе основание – это потенциал мероприятия, условно определяемый по степени его проработанности и социального эффекта: информационная кампания, рабочая встреча с должностным лицом, разовое событие, традиционное событие, система деятельности

#### Самоуправление в Крыму и Севастополе
На территории республики Крым и города Севастополь к 2016 году функции местного самоуправления выполняли комитеты самоорганизации населения.

### Формы и объединения органов ТОС
ТОС, как все органы власти являются некоммерческими  организациями, но наделёнными экономическими правами, регистрируются в налоговой  инспекции. Первую  регистрацию ТОС проходит в местном органе (администрация, мэрия. Прописано в Уставе администрации, мэрии). 
Вторая регистрация - в налоговой инспекции - необходима для получения статуса юридического лица - для получения ежегодного финансирования. Налоги и сборы на территории ТОС имеет право устанавливать только население. ТОС имеет геральдическую печать власти.
В этом случае, жители сами распоряжаются собранными средствами и имеют право на бюджетное финансирование обоснованных расходов по ремонту и эксплуатации своего жилья. Они также вправе заключать с любой подходящей управляющей компанией договор на обоюдовыгодных условиях или расторгать его при условии невыполнения возложенных на неё ТОСом функций.
Органы ТОС могут, что не желательно, зарегистрироваться как социально ориентированные некоммерческие организации (СО НКО). В этом случае ТОС подлежит регистрации в Министерстве юстиции Российской Федерации, открывает свой расчётный счёт в банке и создаёт печать. ТОС в статусе юридического по сравнению с ТОС без статуса юридического лица приобретает большую ответственность, но и некоторые преимущества. В качестве ответственности у ТОС появляется отчетность в обязательные внебюджетные фонды - это инспекция федеральной налоговой службы, пенсионный фонд Российской Федерации, фонд социального страхования и Министерство Юстиции. Преимущества, которые появляются у ТОС, сомнительные - это различные конкурсы на получение грантов для НКО муниципальных, региональных, федеральных и международных уровней. Они не обеспечивают развития территорий, которое требуется для жизнеобеспечения населения на территории ТОС.
Существуют и различные профессиональные формы объединения территориальных общественных самоуправлений, такие как Советы ТОС, Ассоциации ТОС, Комитеты ТОС и другие. Такие объединения создаются в помощь территориальным общественным самоуправлениям. Один из наиболее удачных примеров объединения ТОС - это Ассоциация органов территориального общественного самоуправления Республики Коми (АТОС РК). Ассоциация органов ТОС Республики Коми была учреждена в июне 2013 года региональными органами ТОС образованными в статусе юридического лица в форме НКО. Практика показывает, такие органы формальны и в длительном периоде нежизнеспособны.

## Особенности
Территории для осуществления ТОС: 
- неделимый объект недвижимого имущества (комната в квартире МКД); - требуются комментарии
- квартира многоквартирного жилого дома;  - требуются комментарии
- подъезд многоквартирного жилого дома;
- многоквартирный жилой дом;
- группа жилых домов;
- жилой микрорайон;
- сельский населенный пункт, не являющийся поселением;
- иные территории проживания граждан.

Финансовые ресурсы ТОС могут состоять из: 
- имущества, переданного ему в управление;
- добровольных взносов и пожертвований юридических и физических лиц;
- средств местного бюджета, переданных органу ТОС для осуществления отдельных муниципальных полномочий на основании договора между органами ТОС и органами местного самоуправления;
- доходов от собственной хозяйственной деятельности.

В собственности ТОС могут быть: 
- кооперированные денежные средства физических и юридических лиц,
- иные средства, полученные из законных источников,
- построенные на эти средства сооружения: детские дворовые, спортивные площадки, жилые, нежилые и вновь созданные производственные помещения, транспорт, оборудование, инвентарь и другое имущество.[15]

Общественный жилищный контроль:  
- На основании пункта 8 статьи 20 Жилищного кодекса Российской Федерации, наделён правами общественного жилищного контроля, в форме общественного мониторинга, информируя любые надзорные органы, включая дорожную и жилищную инспекцию, полицию и иные муниципальные органы, о выявленных нарушениях.[2]